# Energie Steiermark
Die Energie Steiermark ist ein österreichisches Energieversorgungsunternehmen. Das Unternehmen mit seinen Tochtergesellschaften und Beteiligungen ist in den Geschäftsfeldern Strom, Gas und Wärme überwiegend in der Steiermark, aber auch außerhalb tätig.
Die Tochtergesellschaft der Energie Steiermark, die Energie Steiermark Kunden GmbH, übernimmt den Vertrieb, und die Energienetze Steiermark GmbH den Betrieb, die Wartung und den Ausbau des Netzes. Darüber hinaus unterhält die Energie Steiermark Tochtergesellschaften bzw. Beteiligungen in Tschechien, Slowenien und Deutschland sowie in der Slowakei über die Tochtergesellschaft Stefe SK, die 2008 mit 250 Mitarbeitern einen Umsatz von 52 Mio. Euro erzielte, die Wärmeversorgung für 70.000 Wohnungen und öffentliche Gebäude sicherte und mit rund 9 % Marktanteil Marktführer am slowakischen Fernwärmemarkt war. Des Weiteren hält die Energie Steiermark 49 % der Anteile an der Energie Graz.
Im Jahr 2022 verkaufte die Energie Steiermark 21.134 GWh Strom, 10.345 GWh Erdgas sowie 1.442 GWh Fernwärme im Inland, 545 GWh Fernwärme im Ausland und erzielte mit 1982 Mitarbeitern einen Umsatz von 2,6165 Milliarden Euro.

## Geschichte
Die Energie Steiermark AG wurde 1996 als Dachgesellschaft des Landes Steiermark für dessen Steirische Wasserkraft- und Elektrizitäts-AG (STEWEAG), Steirische Fernwärme und Steirische Ferngas gegründet. Die STEWEAG war ursprünglich 1921 für den Ausbau der Mur gegründet worden, und wurde später mit der Steiermärkischen Elektrizitäts-Gesellschaft (STEG) zur STEWEAG-STEG fusioniert. Die STEG war der Strompionier in Raum Graz und hatte mit ihrer Gründung 1910 die Werke Lebring und Peggau, beide in den 1900ern erbaut, übernommen.
1998 beteiligten sich der französische Energieversorger Électricité de France (EDF) und der Erdgaskonzern Gaz de France (GDF) an der Energie Steiermark und gingen strategische Partnerschaften ein. Dabei hielten sie gemeinsam 25 Prozent (plus eine Aktie). Die restlichen 75 Prozent (minus eine Aktie) hielt weiterhin das Land Steiermark. Im Juni 2009 zog die GDF ihre Anteile aus der Energie Steiermark zurück. Diese wurden danach durch die EDF übernommen, womit sie den gesamten Minderheitsanteil hielt.
Nach der Gründung im Jahr 1996 expandierte die Energie Steiermark (ESTAG) und baute allmählich Beteiligungen im In- und Ausland aus. Durch Akquisitionen, Beteiligungen und Partnerschaften unter anderen von  Energie Graz, Pichler Werke, Feistritzwerke sowie Unsere Wasserkraft konnte die Energie Steiermark die Kundenzahl im Geschäftsbereich Strom von etwa 150.000 auf rund 600.000 erhöhen.
2002 stieg die Energie Steiermark aus der Stromproduktion weitgehend aus und fokussiert sich in allen Energiesparten auf das Netzbetrieb, Handel und Vertrieb. Die Kraftwerke wurden sämtlich an die Verbund AG (VERBUND) übergeben, die dafür mehrere Sparten-Töchter geschaffen hatte (Verbund Hydro Power, Thermal Power u. a.). Die Verbund-Tochtergesellschaft STEG und die landeseigene STEWEAG wurden zur STEWEAG-STEG GmbH (SSG) verschmolzen (diese wurde 2014 endgültig aufgelöst und in die neue spartenorientierte Konzernstruktur eingebettet). Dabei wurden die beiden Konzerne ESTAG und VERBUND anteilsmäßig stark verflochten.
Ab 2003 geriet das parteipolitisch dominierte Management des Unternehmens wegen anhaltender Misswirtschafts- und Bereicherungsvorwürfe in den Fokus staatsanwaltschaftlicher Ermittlungen, was die in der österreichischen Öffentlichkeit als „ESTAG-Skandal“ bekannte Causa auslöste. Die gerichtlichen Verfahren wurden im Oktober 2006 ohne Ergebnis eingestellt.
Seit April 2012 ist Christian Purrer Vorstandssprecher des Unternehmens. Er ist unter anderem für die Bereiche Erzeugung, Vertrieb, Technik, Fernwärme, Kundenservice, Material- und Facilitymanagement sowie Informationstechnologie zuständig. Olaf Kieser begann ebenso im April 2012 als Vorstandsdirektor und wechselte im April 2016 zu den Stadtwerken Stuttgart.
Mit 1. April 2016 wurde Martin Graf Vorstandsdirektor der Energie Steiermark. Er verantwortet unter anderem die Bereiche Finanzen, Controlling, Netze, Recht und Personal. Gemeinsam mit Vorstandssprecher Christian Purrer verantwortet er zusätzlich die Ressorts Kommunikation, Strategie, Interne Revision, Business Development und Innovationsmanagement. Bis März 2016 stand Martin Graf als Vorstand an der Spitze der Energie-Control Austria. In dieser Funktion verantwortete er die Ressorts (Netz)-Tarife und Regulierung, Markt- und Wettbewerbsaufsicht, Volkswirtschaft, Endkunden-Services und Statistik, Ökostrom und Energieeffizienz.
Im November 2015 wurde von der Steiermärkischen Landesregierung einstimmig dem Verkauf der Energie-Steiermark-Anteile der EDF International S.A. an den australischen Finanzinvestor Macquarie zugestimmt.
Ende 2022 startete der Minderheitseigentümer Macquarie den Verkaufsprozess für seine 25-Prozentanteile an der Energie Steiermark. Im Februar 2023 kündigte schließlich die Steiermärkische Landesregierung an, die Macquarie-Anteile um 525 Millionen Euro zurückkaufen zu wollen. Formell beschlossen wurde der Rückkauf in einer Sondersitzung des Landtages Steiermark am 28. Februar 2023. Vonseiten der Oppositionsparteien stimmten die Grünen und die KPÖ zu.

## Unternehmen

### Eigentumsverhältnisse
Die Aktionärsstruktur gliedert sich seit 2023 in 100 % Land Steiermark.

### Tochtergesellschaften
Wichtige Tochtergesellschaften und Träger der Hauptgeschäftsfelder sind:
- Energie Steiermark Kunden GmbH
- Energie Steiermark Technik GmbH
- Energie Steiermark Wärme GmbH
- Energie Steiermark Service GmbH
- Energienetze Steiermark GmbH
- Energie Steiermark Breitband GmbH
- Energie Steiermark Green Power GmbH
- go green energy GmbH & Co. KG

### Beteiligungen
Die Energie Steiermark hält zahlreiche Minderheitsbeteiligungen an in- und ausländischen Unternehmen. Wichtige Inlandsbeteiligungen sind:
- Energie Graz GmbH & Co.KG 49 %
- Feistritzwerke STEWEAG GmbH 27 %
- Verbund Hydro Power GmbH 5,31 %

Zu den wichtigsten ausländischen Tochterunternehmen und Beteiligungen gehören:
- Adriaplin d.o.o. in Slowenien 38 %
- Jihlavske Kotelny s.r.o. in Tschechien 50,84 %
- Stefe SK a.s. mit 8 regionalen Tochtergesellschaften in der Slowakei 100 %

### Auszeichnungen
- 5. Platz Top of Styria TOP 100 Unternehmen der Steiermark 2020[13]
- 1. Platz Internet Gasanbieter ÖGVS & trend / Test Gasanbieter 2020[14]
- European Energy Service Award 2019 E1[15]